# Heckler & Koch XM8
De Heckler & Koch XM8 (of XM8) is een aanvalsgeweer ontwikkeld door de United States Army en gefabriceerd door Heckler & Koch.

## Geschiedenis
De ontwikkeling van de XM8 begon in 2002 door de United States Army. Alliant Techsystems zou de mogelijkheden onderzoeken om alleen de kinetische energie-module van de XM29 OICW te gebruiken en de granaatwerper te laten vervallen. Hierdoor zou de constructie van aparte lichtgewicht aanvalsgeweren mogelijk zijn. Als dit positief uit zou vallen zouden die wapens de M16A2 en de M4A1 kunnen vervangen voor gebruik door het Amerikaanse leger.
In april 2005 werd het project stopgezet, totdat het in oktober van dat jaar officieel werd geannuleerd. Desondanks hebben verschillende PMCs en de Maleisische speciale eenheden het wapen van Heckler & Koch in gebruik genomen. Of het OICW/XM8 project ooit wordt hervat is onbekend.
Met kinetische energie-module wordt bedoeld een conventioneel systeem dat zijn uitwerking verkrijgt door de snelheid en de massa van het verschoten projectiel.